# Rendez-vous l'été prochain
Pour plus de détails, voir Fiche technique et Distribution.
Rendez-vous l'été prochain, ou Jack en bateau au Québec (Jack Goes Boating) est une comédie romantique américaine réalisée par Philip Seymour Hoffman et sortie en 2010.

## Synopsis
Jack est un chauffeur de limousine attachant et socialement un peu inadapté. Il passe le plus clair de son temps avec son ami Clyde et Lucy, la femme de ce dernier. Grâce à eux il rencontre la fragile et maladroite Connie et en tombe amoureux.
Afin de séduire Connie, Jack apprend à cuisiner avec ténacité, se prend à rêver d'une nouvelle carrière et va même jusqu'à apprendre à nager. Jack veut absolument tenir la promesse qu'il lui a faite lors de leur rencontre : une balade en bateau à Central Park !
Mais alors que Jack et Connie tentent de dépasser leurs inhibitions sans renoncer à leur idéal,  le couple de Clyde et Lucy commence, lui, à s'effriter.

## Fiche technique
- Titre : Rendez-vous l'été prochain
- Titre québécois : Jack en bateau
- Titre original : Jack Goes Boating
- Réalisation : Philip Seymour Hoffman
- Scénario : Robert Glaudini, d'après sa pièce
- Décors : Therese DuPrez
- Costumes : Mimi O'Donnell
- Distribution des rôles : Avy Kaufman
- Photographie : W. Mott Hupfel III
- Montage : Brian A. Kates
- Musique : Grizzly Bear et Evan Lurie. On y entend également plusieurs extraits musicaux, notamment Peace Piece de Bill Evans[1]
- Producteurs :
- Sociétés de production : Big Beach Films, Cooper's Town Productions, Labyrinth Theater Company et Olfactory Productions
- Distribution :  Overture Films,  Le Pacte
- Format : Couleur — 35mm et cinéma numérique — 1,85:1 — Son Dolby Digital
- Pays :  États-Unis
- Langue : anglais
- Genre : Drame et romance
- Durée : 91 minutes
- Dates de sortie :
  -  17 septembre 2010

## Distribution
Légende : VQ = Version Québécoise
- Philip Seymour Hoffman (VF : Gilles Morvan ; VQ : François Godin) : Jack
- Amy Ryan (VQ : Mélanie Laberge) : Connie
- John Ortiz (VQ : Gilbert Lachance) : Clyde
- Richard Petrocelli : Oncle Frank
- Thomas McCarthy : Dr. Bob
- Daphne Rubin-Vega (VQ : Pascale Montreuil) : Lucy

## Réception

### Box-office
Rendez-vous l'été prochain n'a pas remporté le succès commercial qu'il escomptait, totalisant seulement 619,570 $ de recettes mondiales, dont 541,992 $ sur le territoire américain. En France, il a fait 38 415 entrées.